# Ranuc
Die Schlammvulkane von Ranuc liegen im Westen des osttimoresischen Sucos Matai (Gemeinde Cova Lima), nordöstlich der Gemeindehauptstadt Suai.
Die beiden kleinsten bekannten Schlammvulkane Osttimors bilden je eine Fläche von etwa zehn Metern, mit mehreren kleinen Löchern. Aus ihnen steigen sanft Schlamm, Salzwasser und Gas auf. Das Gas ist brennbar.